# Галатини
Галатини (грч. Γαλατινή) је насељено место у општини Горуша у периферији Западна Македонија, Грчка. Према попису из 2021. године било је 1.458 становника.
Према бугарском географу и историчару, Василу Канчову, у Галатину је 1900. године живело 1.200 Грка. Галатини се налази у области Населица, која је некада била насељена словенским становништвом које је касније хеленизовано. Село се раније звало Конско.